# Madame Auguste Cuoq
Madame Auguste Cuoq est un portrait réalisé à la peinture à l'huile sur toile dans les années 1850 par l'artiste français Gustave Courbet. Le tableau représente Mathilde Desportes (Madame Auguste Cuoq), un modèle français qui posait souvent pour des portraits. La toile fait partie de la collection du Metropolitan Museum of Art de New York.

## Description
Courbet a peint Madame Cuoq entre 1852 et 1857, la montrant plus tard lors d'une de ses expositions en 1867. Le sujet du portrait, Madame Auguste Cuoq, a été peinte par plusieurs artistes notables, dont Courbet et Jean-Jacques Henner. Cependant, le mari de Cuoq a rejeté le portrait, estimant qu'il ne rendait pas la beauté de sa femme. À la fois pour sa grande échelle et son cadre intime, le tableau a été décrit comme l'une des œuvres les plus inhabituelles de Courbet. La peinture a finalement été acquise par Louisine Havemeyer et plus tard donnée par la collection Havemeyer au Metropolitan Museum of Art.